# Jean Bondol

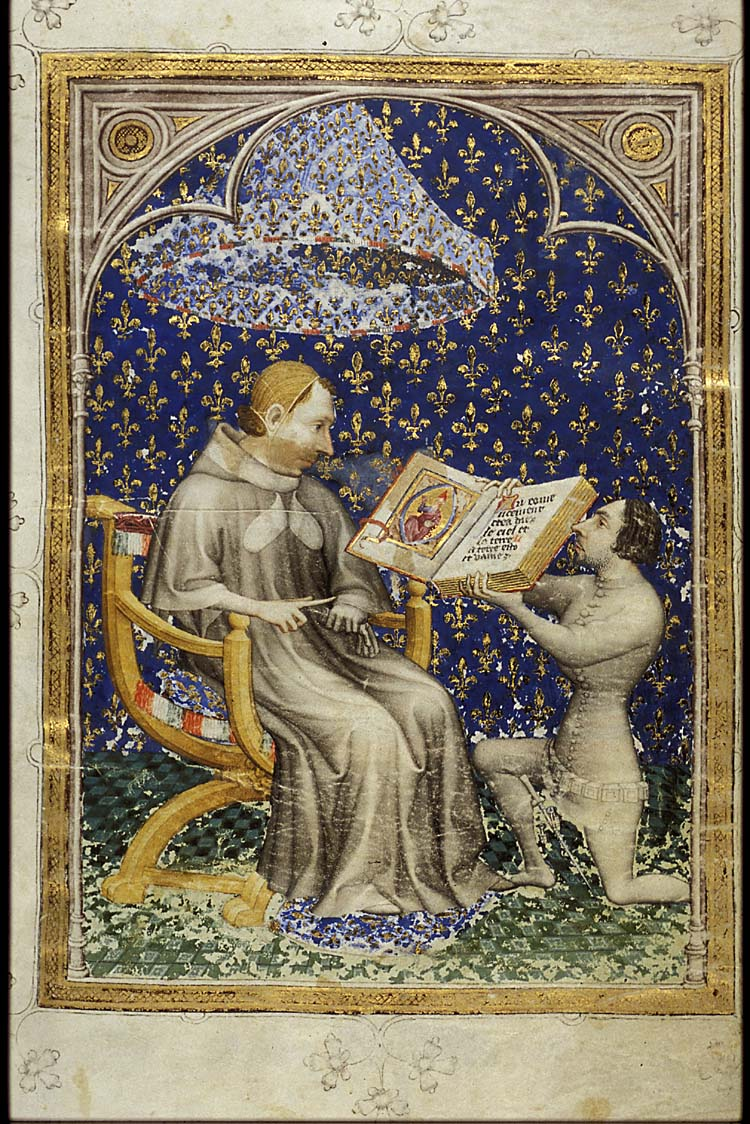
Jean de Vaudetar oferint-li la seva Bíblia a Carles V. Bíblia de Jean de Vaudetar. Museu Meerman-Westreenen Ms 10 B23 f2

Jean Bondol, també anomenat Jean de Bruges (fl. 1368- 1381) va ser un pintor i miniaturista flamenc, en l'època gòtica. Va néixer a Flandes que en aquella època formava part del domini dels ducs de Borgonya. Va entrar al servei del rei Carles V a París, sent un dels primers grans artistes franc-flamencs al servei de la reialesa francesa. Se li atribueixen, entre altres obres, la miniatura de la dedicatòria d'una bíblia (1371, museu Meerman-Westreenen de La Haia) i els cartrons del Tapís de l'Apocalipsi (cap a 1375). A la tradició d'artistes com Jean Pucelle, Bondol li va afegir el realisme flamenc i la seva concepció de l'espai, síntesi estilística que va contribuir a l'aparició de l'estil gòtic internacional cap a l'any 1400.